# 242
| [ Edytuj tabelę ] |                       |
| Władca Korei      | - 227 Tongch’ŏn 248   |
| Papież            | - 236 Fabian 250      |
| Król Persji       | - 241 Szapur I 272    |
| Cesarz Rzymu      | - 238 Gordian III 244 |

Rok 242 / CCXLII
stulecia: II wiek ~
III wiek ~
IV wiek

lata: 232 «
237 «
238 «
239 «
240 «
241 «
242
» 243
» 244
» 245
» 246
» 247
» 252

## Wydarzenia
- Azja
  - atak Szapura I na wschodnie prowincje cesarstwa rzymskiego
- Europa
  - Timisiteus przystąpił do działań zbrojnych przeciwko Persji